# Bataille du pont d'Alcolea
Guerre d'indépendance espagnole
Batailles
- Dos de Mayo
- Tolède
- Bruc
- Valdepeñas
- Pont d'Alcolea
- Port de Cadix
- Olhão
- Cabezón
- Gérone (1er)
- Saragosse (1er)
- Valence (1er)
- Medina de Rioseco
- Bailén
- Gérone (2e)
- Évora
- Roliça
- Vimeiro

Pour l’article homonyme, voir Bataille du pont d'Alcolea (1868).
La bataille du pont d'Alcolea est une bataille qui eut lieu en 1808 durant la guerre d'indépendance espagnole entre les Français et les Espagnols près du village d'Alcolea, au nord-est de Cordoue.

## Avant propos
La conquête de l’Espagne par la France à ce moment n'est qu'à son commencement, le pays est occupé mais pas soumis. Madrid s'est soulevée le 2 mai.
Pour mater ce que Napoléon appele des troubles ponctuels, le général Dupont reçoit l’ordre de se diriger sur Cordoue et Séville. Il marche sur Andujar avec 13 000 hommes, y arrive le 5 juin et pousse jusqu'à Cordoue.

## Concentration des troupes françaises
Le 3 juin, la brigade de chasseurs à cheval Dupré s’était établie dans Villa del Rio (alors Aldea del Rio) pour donner un peu de temps afin que toutes les troupes françaises se concentrent à Andujar. Le 4 juin, Dupont envoya la brigade de dragons du général Pryvé à Bujalance, en direction de Grenade, mais ils n’arrivèrent pas à ouvrir le chemin, et perdirent l’espoir de rejoindre la brigade Schramm. Le même jour, le régiment preux no 6 se souleva à Andujar, et ne souhaita pas combattre contre les Espagnols. Le général Rouyer revint leur rappeler leur engagement, mais en vain. Le reste du temps, les Français s’organisèrent et Dupont décida de déclencher une offensive rapide. Le 5 juin, son infanterie et son artillerie se concentrèrent à Villa del Rio, et le 6 il avança avec la majeure partie jusqu’à El Carpio, et à 11 heures du soir, il partit et arriva au pont d’Alcoléa à l’aube.

## Les dispositions espagnoles
Le 7 juin 1808, les volontaires sous les ordres de don Pedro d'Echevarri, 1 400 hommes de troupes régulières, 12 000 volontaires, qui avaient reçu leur armement quelques jours auparavant (la plupart des paysans) et 12 canons s'opposèrent à Dupont. Echávarri aurait souhaité disposer de plus de temps pour former les hommes et avoir une véritable armée, mais le plus important était de défendre Cordoue, et, pour cela, il devait tenir le pont d’Alcolea.
L’armée espagnole se déploie de la façon suivante :
- Une compagnie du bataillon d’infanterie de ligne Campo Mayor, aux ordres du capitaine Lasala, garnissant un bastion à la tête du pont sur la rive gauche du fleuve Guadalquivir.
- Le 1er bataillon de grenadiers provinciaux du colonel De la Chica sur la rive droite barricadant dans les maisons du village d’Alcolea
- Le 2e bataillon de grenadiers provinciaux du lieutenant-colonel Giron sur la même rive et à la gauche du premier bataillon.
- Le reste du bataillon d’infanterie de ligne Campo Mayor du colonel Iriate à la droite du premier bataillon avec deux pièces de 4 livres.
- Quelques bataillons de paysans armés du lieutenant-colonel Echevarri se trouvant sur les hauteurs dominant le pont au nord avec les deux autres pièces d’artillerie de 4 livres.
- Le reste des bataillons de paysans armés du lieutenant-colonel Echevarri avec les quatre pièces de 8 livres se situant à deux kilomètres en arrière-garde du pont, au début de la pente de la Lancha, à un endroit où les canons peuvent tirer à une bonne distance de la route d’où arrive l’ennemi.
- Les paysans armés à pied et à cheval de Lucena, renforcés par 200 Suisses du régiment Reding no 3 et les escadrons de cavalerie Reina et Principe, le tout sous le commandement du comte de Valdecañas se trouve sur la gauche du fleuve Guadalquivir sur la côte de la Morena, sur le chemin entre Cordoue et Bujalance, avec l’intention de tomber sur le flanc des troupes françaises qui s’avanceront sur la route du pont.
- Les sapeurs du capitaine Dirule ont construit un retranchement en tête du pont.

## L'engagement

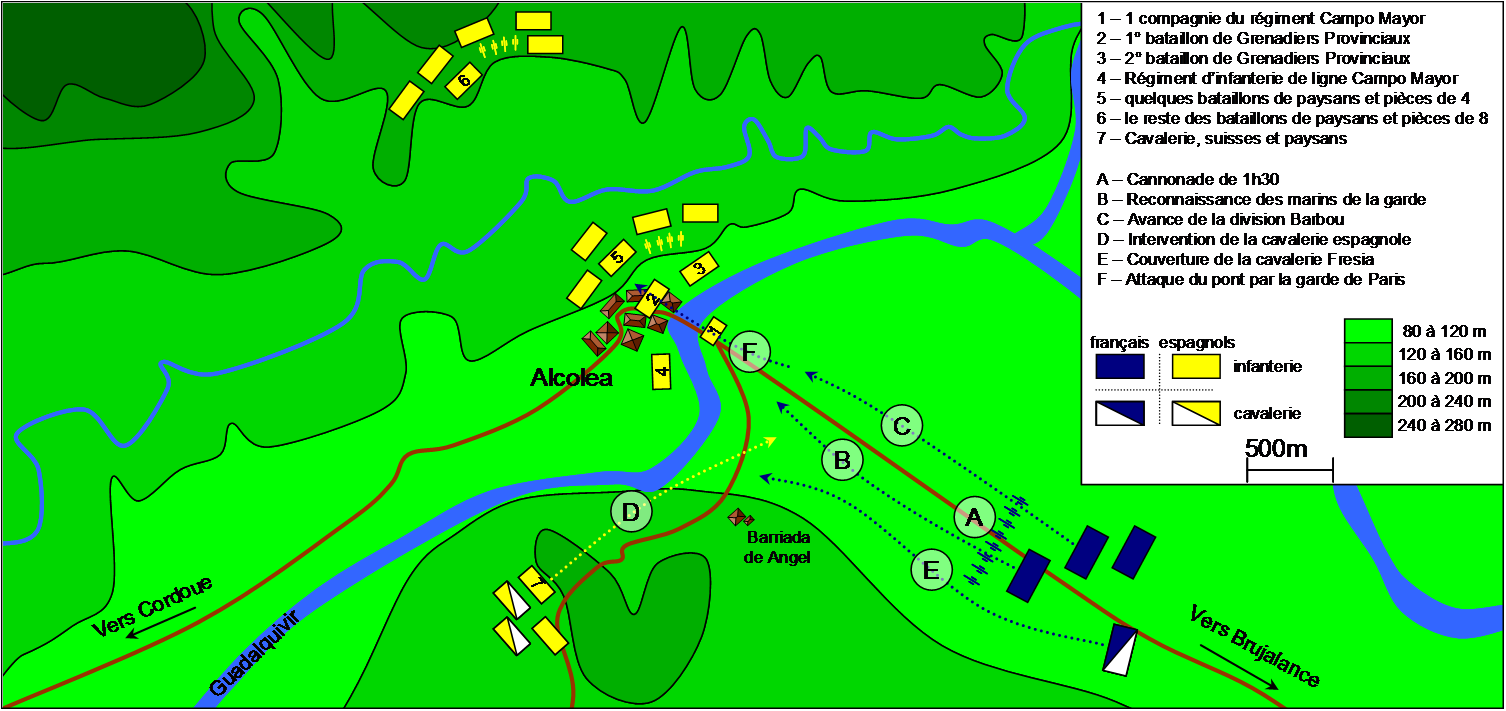
Plan du combat d'Alcolea.

L’avant-garde française se présenta devant Alcolea et fut reçue par des tirs de canons et fusils. Dupont déploya d’abord son artillerie composée de 16 pièces (4, 8 et 12 livres) sur des petites hauteurs à proximité de la route d’où elles pouvaient facilement pilonner les positions espagnoles sur la rive droite. Ainsi commença une canonnade d’une heure et demie. Pendant ce temps, Dupont demanda à un détachement des marins de la Garde sous les ordres du capitaine de frégate Baste de reconnaître la position ennemie sur le pont. Baste conclut qu’il n’y a ni mine ni obstacle avec barricade, sinon une simple défense d’une redoute improvisée sur la rive gauche. Dupont décida d’envoyer la division Barbou à l’attaque, avec en avant la brigade Pannetier suivie à une certaine distance de la brigade Chabert.
Avant que l’attaque ne commence, les forces espagnoles du comte Valdecañas apparurent sur les hauteurs qui dominaient la route principale, menaçant le flanc gauche et l’arrière-garde française. Dupont envoya la division de cavalerie du général Fresia, composée de la brigade de chasseurs de Duprès et la brigade de dragons de Pryvé, suivis du reste des marins de la Garde et la brigade Royer. Les cavaliers de Valdecañas s'élancèrent impétueusement à la charge. Juste avant d’arriver au contact, les dragons de la Reine effectuèrent un mouvement pour monter sur un monticule qui les séparait des Français. Les paysans à cheval pensèrent que les dragons se retiraient puis commencèrent à fuir. La cavalerie du général Fresia chargea au sabre. Les survivants tentèrent de franchir la rivière par le gué de Rincón, mais harassés par la course, ils n’atteignirent pas l'autre rive et périrent noyés.
Entre-temps, la brigade Pannetier se lança à l’assaut de la redoute défendue par le capitaine Lasala. L’attaque fut menée par deux bataillons de la garde municipale de Paris, suivis de près par la 3e légion de réserve. Les Espagnols les reçurent avec un feu nourri qui causa de nombreuses pertes. Malgré tout, les Français réussirent à atteindre le fossé, escaladèrent la barricade et obligèrent les Espagnols à se retirer et à franchir le pont jusqu'à la rive droite. Les Français franchirent le pont poursuivant les Espagnols, et ensuite la lutte se généralisa dans le village d’Alcolea pendant deux heures. Finalement, les Français prirent le dessus et les Espagnols abandonnèrent le village. Les troupes impériales tuèrent tous les paysans qui portaient une arme à la main.
Les forces régulières espagnoles se retirèrent en ordre et prirent position de nouveau sur la pente de la Lancha, tandis que les Français se replièrent vers le fossé de la redoute pour ouvrir le passage à la cavalerie et à l’artillerie. À midi, les Français reprirent l'offensive en effectuant un mouvement enveloppant sur l’aile gauche des troupes d’Echevarri. Voyant cela, les officiers espagnols décidèrent de se retirer à Cordoue et de résister là-bas, jusqu'à ce que le général Castaños vienne à leur secours. La retraite se fit de façon chaotique à cause de l’explosion d’un caisson de munitions, qui provoqua un mouvement de panique chez les paysans d’abord et suivi par les forces régulières. La retraite se transformant en fuite, Echevarri ne pouvait pas organiser la défense de la cité et se vit forcé d’abandonner Cordoue, laissant seulement une compagnie de grenadiers pour retenir les forces françaises et protéger la retraite de ceux qui restaient jusqu’à Écija.

## Conséquences
Les Espagnols étaient certes défaits, mais ce fut suffisant pour ralentir Dupont et permettre au général Castaños de regrouper son armée, puis de le mettre en échec à la bataille de Bailén.
Même si les hommes de Dupont étaient essentiellement des conscrits, cela ne changea rien au résultat du combat. Ce ne fut qu’une brève rencontre, et en seulement quelques minutes de combat, les troupes espagnoles furent en déroute au-delà de Cordoue, laissant la ville sans défense. Approchant de Cordoue, quelques coups de feu partirent de la ville. Dupont prit ceci comme excuse pour donner l’assaut à la ville, la piller et mettre à sac. Ce fut la suite d'une longue série d'actes barbares et cruels qui durèrent sûrement durant toute cette guerre dans tous les camps.
À la demande de Ferdinand VII, le 3 juin 1815, une distinction est créée pour récompenser les forces qui se sont battues sous les ordres de Pedro Agustín de Echevarri contre le général Dupont sur le pont d’Alcolea. Elle est formée par une croix de saint André ou de Borgoña, avec les bras émaillés en rouge sur laquelle est posée une couronne de chêne et de laurier. Au centre, un cercle dans lequel figure le pont au-dessus du Guadalquivir et deux arbres et une devise rappelle « La Batalla de Alcolea » sur l’émail blanc. Au dos, la date « 7 de junio 1808 » (7 juin 1808) et l’inscription « Libertad de España » (Liberté de l’Espagne).

## Ordres de bataille

### Armée française
Second corps d'observation – général de division Pierre Dupont de l'Étang, commandant en chef
- 1re division - général de division Gabriel Barbou des Courières
  - 1re brigade - général de brigade Théodore Chabert
    - 4e légion de réserve [3 bataillons - 2400 h]
    - 4e régiment suisse [2e bataillon - 600h]

  - 2e brigade - général de brigade Claude Marie Joseph Pannetier
    - 3e légion de réserve [2 bataillons - 1700 h]
    - Garde municipale de Paris [2 bataillons - 1200h]
- 2e division - général de division Bernard Georges François Frère
  - 1re brigade - général de brigade Jean Adam Schramm [environ 2000h]
    - Swiss Regiment Reding Jun [2 bataillons - ? h] ??
    - Swiss Regiment Preux [2 bataillons - ? h] ??
    - Marins de la Garde impériale [1 bataillon - 444h]
- 4e division - général de division Jacques Nicolas Gobert
  - 1re brigade - général de brigade Jacques Lefranc
    - 5e régiment provisoire [2 bataillons - 1500 h]
    - 5e régiment provisoire [2 bataillons - 1500 h]

  - 1re brigade - général de brigade Dufour
    - 7e régiment provisoire [2 bataillons - 1500 h]
    - 8e régiment provisoire [2 bataillons - 1600 h]

  - Détachement de la brigade Rigand
    - Partie du 2e régiment de cuirassiers provisoires [? escadrons - ? h]
- 2e division - général de division Maurice Ignace Fresia
  - Brigade Claude François Duprès
    - 1er régiment provisoire de chasseurs à cheval [4 escadrons - 500h]
    - 2e régiment provisoire de chasseurs à cheval [4 escadrons - 450h]

  - Brigade Ythier Sylvain Pryvé
    - 1er régiment provisoire de dragons [? escadrons - 360h]
    - 2e régiment provisoire de dragons [? escadrons - 500h]

  - Brigade André Joseph Boussart
    - 6e régiment provisoire de dragons [? escadrons - 450h]
- 36 pièces de différents calibres - en 6 batteries à pied et à cheval.

### Armée espagnole
Armée de volontaires – Lieutenant colonel Don Pedro d'Echevarri, Commandant en chef
- Avant-garde sur la rive gauche du Guadalquivir - capitaine Lasala
  - Régiment d’infanterie de ligne Campo Mayor [1 compagnie - ?h]
  - Zapadores (sapeurs)
- Dans et à proximité d’Alcoléa
  - 1er bataillon de Granadiers Provinciaux [1 bataillon - ?h]
  - 2e bataillon de Granadiers Provinciaux [1 bataillon - ?h]
  - Régiment d’infanterie de ligne Campo Mayor [½ bataillon - ?h]
- En arrière d’Alcoléa – Lieutenant colonel Echevarri
  - 1 compagnie d’artillerie à pied [4 canons - 4 livres - ?h]
  - Quelques bataillons de paysans
- Deux kilomètres en arrière d’Alcoléa – Lieutenant colonel Echevarri
  - Quelques bataillons de paysans
  - 1 compagnie d’artillerie à pied [4 canons - 8 livres - ?h]
- Embuscade – conde de Valdecañas
  - Régiment d’infanterie suisse Reding nº. 3 [? compagnies - 200h]
  - Régiment de cavalerie de ligne Principe [2 escadrons - ?h]
  - Régiment de dragons de la Reina [½ escadrons - ?h]
  - Cavalerie et infanterie paysannes armées de Lucena [400 cavaliers - ? fantassins]

### Sources
- Priego López, Historia de la Guerra de la Independencia. Tome 2. p. 72-76.
- Noticia extraida de la biografía del don Gaspar Diruel. Memorial de Ingenieros. 1857. Citado por el número del Memorial de Ingenieros de mayo de 1911 dedicado a la Guerra de la Independencia, pág. 264.
- Napoleonic Scenarios Battles for Empire Publications, 1991
- Les Grandes Batailles de l'Histoire - Baylen 1808 - Socomer Éditions